# Salangtunnel
De Salangtunnel (Arabisch: تونل سالنگ) is een tunnel die de belangrijkste verbinding is tussen noord en zuid Afghanistan.

## Overzicht
De tunnel bevindt zich in het Hindoekoesjgebergte, in het noordoosten van Afghanistan, en is de belangrijkste verbinding tussen noord en zuid Afghanistan. Dankzij de tunnel wordt ruim 72 uur reizen verminderd naar 10 uur en wordt 300 kilometer bespaard. De tunnel bereikt een hoogte van ca. 3,4 kilometer en is ca. 2,6 kilometer lang.
In 1955 tekenden Afghanistan en de Sovjet-Unie een akkoord waarin werd besloten tot verbetering van de Salangweg, en dan voornamelijk de Salangpas, in het Hindoekoesjgebergte. Er werd besloten om een tunnel te bouwen, waardoor men sneller door het gebergte heen kon. 
In 1964 werd de tunnel geopend, op dat moment de hoogste autotunnel in de wereld. Dit zou zo blijven tot 1973, toen de Amerikanen de Eisenhower Tunnel aanlegden, die net iets hoger was.

## Incidenten

### Brand
Tijdens de Afghaanse Oorlog (1979-1989) was de tunnel een militair cruciaal punt, het was voor de Sovjets de snelste weg richting het zuiden. 
Op 3 november 1982 ontstond er een brand in de tunnel. Twee legerkonvooien van het Rode Leger waren tegen elkaar gebotst, waardoor er een file ontstond. Veel mensen overleden aan verstikking, het gevolg van lekkende koolstofmonoxide. In totaal stierven er 64 Sovjetsoldaten en 112 Afghanen als gevolg van de brand.
De brand was waarschijnlijk een van de dodelijkste branden uit de moderne geschiedenis.
Nadat de Sovjet-Unie zich in 1989 terugtrok uit Afghanistan werd de tunnel enigszins opgeknapt maar dit werd verstoord door de gevechten tussen de Afghaanse Noordelijke Alliantie en de Taliban, in 1997-1998. Tijdens deze gevechten werden de uitgangen van de tunnel verwoest, evenals het ventilatiesysteem. Hierdoor kon de tunnel alleen worden gebruikt door voetgangers. 
Nadat de Taliban verslagen was werd de tunnel, door een samenwerking tussen o.a. Afghanistan, de Verenigde Staten, Rusland en Frankrijk, volledig opgeknapt en ontdaan van zijn mijnen en brokstukken. De tunnel werd op 19 januari 2002 heropend.

### Lawines
Een aantal weken na de heropening in 2002 kwamen een paar honderd mensen vast te zitten in de tunnel doordat een lawine de zuidelijke uitgang blokkeerde. De meesten van deze mensen konden worden gered, maar er stierven ook enkelen aan verstikking en bevriezing. Na herstel en de heropening in juli 2004 kon in de tunnel in twee richtingen worden gereden.
In 2010 vond er een reeks aan lawines plaats bij de tunnel, waarbij in totaal zo'n 175 mensen om het leven kwamen.